# Vimmerby trivialskola
Vimmerby trivialskola var en trivialskola i Vimmerby.

## Historik
I stadens äldsta privilegier omtalas en skolmästare för stadens barn. År 1656 inrättades en rektor vid skolan och år 1819 inrättades en ny kollega. Skolan blev 1820 en lägre lärdomsskola.
Skolan ombildades senast 1860 till Vimmerby lägre elementarläroverk som 1879 ombildades till  Vimmerby lägre allmänna läroverk.

## Rektorer
- 1694–1697: Daniel Millberg
- 1697–1702: Erik Phoenix
- 1702–1703: Johannes Rammelius
- 1709–1712: Botvid Rising
- 1712–1721: Johannis Petri Kjersell
- 1725–1736: Bothvidus Gruf
- 1819: J. M. Björklund.[1]
- 1846–1849: Johan Christoffer Haag
- 1856: Carl Adolph Sallberg[2]

## Statistik
- 1819: 55 elever.[1]
- 1855: 20 elever.[2]

## Stipendier
- Stipendium Bergianum, som inrättades 25 juli 1828 av pistolsmeden Johan Berg. Stipendiet tilldelades de mest fattiga och förtjänta eleverna.[2]